# Anna Cathcart
Anna Cathcart (ur. 16 czerwca 2003 w Vancouver) – kanadyjska aktorka, która wystąpiła m.in. w filmach Do wszystkich chłopców, których kochałam, Do wszystkich chłopców: P.S. Wciąż cię kocham i   XO, Kitty .

## Życiorys
Anna Cathcart urodziła się 16 czerwca 2003 roku w Vancouver w Kanadzie, gdzie się wychowała. Ma siostrę o imieniu Sara Cathcart, która jest o pięć lat starsza od niej. Jej matka ma chińskie pochodzenie, podczas gdy jej ojciec jest irlandzkiego pochodzenia. Cathcart obecnie uczęszcza do publicznej szkoły średniej. Ma astygmatyzm i nosi okulary.

### Kariera
Cathcart rozpoczęła karierę jako aktorka dziecięca, gdy miała osiem lat. Od 2016 roku występuje w dziecięcym serialu Odd Squad - Young Agents Save the World jako Agent Olympia. Za tę rolę była nominowana do Canadian Screen Award w 2018 roku dla najlepszej aktorki w serialu młodzieżowym lub dla dzieci. Zdobyła nagrodę na 7. Canadian Screen Awards.
W telewizyjnym filmie Następcy 2 zagrała Dizzy Tremaine, wnuczkę złej macochy z filmu Kopciuszek. Powtórzyła swoją rolę w sequelu Następcy 3. W 2018 roku zagrała w filmie Netfliksa Do wszystkich chłopców, których kochałam jako Kitty Covey, młodsza siostra Lary Jean Covey. Zyskała szerokie uznanie za swoją rolę. Zagrała ponownie w sequelu Do wszystkich chłopców: P.S. Wciąż cię kocham.

## Filmografia

### Film
| Rok  | Tytuł                                         | Rola        | Uwagi |
| ---- | --------------------------------------------- | ----------- | ----- |
| 2018 | Do wszystkich chłopców, których kochałam      | Kitty Covey |       |
| 2020 | Do wszystkich chłopców: P.S. Wciąż cię kocham | Kitty Covey |       |
| 2021 | Do wszystkich chłopców: Zawsze i na zawsze    | Kitty Covey |       |
| 2023 | XO, Kitty                                     | Kitty Covey |       |

### Telewizja
| Rok       | Tytuł                              | Rola           | Uwagi                         |
| --------- | ---------------------------------- | -------------- | ----------------------------- |
| 2016–2019 | Odd Squad                          | Agent Olympia  | 35 odcinki                    |
| 2016      | Odd Squad: The Movie               | Agent Olympia  | Film telewizyjny              |
| 2016–2017 | OddTube                            | Agent Olympia  | 20 odcinki                    |
| 2017      | Dino Dana                          | Robyn          | 2 odcinki                     |
| 2017      | Następcy 2                         | Dizzy Tremaine | Disney Channel Original Movie |
| 2017–2018 | Dawno, dawno temu                  | Tween Drizella | 2 odcinki                     |
| 2018      | Odd Squad: World Turned Odd        | Agent Olympia  | Film telewizyjny              |
| 2018      | Under the Sea: A Descendants Story | Dizzy Tremaine | Krótki film                   |
| 2019      | Odjazdowa Layne                    | Anna           | 4 odcinki                     |
| 2019      | Następcy 3                         | Dizzy Tremaine | Disney Channel Original Movie |
| 2020      | Group Chat                         | jako ona sama  | odcinek Slime Into Your DMs   |
| 2021      | Spin                               | Molly          | filmowanie                    |

### Seria internetowa
| Rok  | Tytuł            | Rola          | Uwagi       |
| ---- | ---------------- | ------------- | ----------- |
| 2019 | Zoe Valentine    | Zoe Valentine | 15 odcinków |
| 2019 | Spring Breakaway | Zoe Valentine | film        |
| 2020 | Letters To       | jako ona sama | gospodarz   |